# Matsutarō Kawaguchi
Matsutarō Kawaguchi (川口松太郎 Kawaguchi Matsutarō?, Tokio, 1 de octubre de 1899 – Tokio, 9 de junio de 1985) fue un escritor japonés de cuentos, novelas, obras de teatro y guiones cinematográficos. Colaboró repetidamente en películas del director Kenji Mizoguchi, y sus libros fueron adaptados por directores como Mikio Naruse y Kōzaburō Yoshimura, entre otros.

## Biografía
Kawaguchi nació en 1899 en el distrito de Asakusa en Tokio (Japón). En su juventud trabajó en muy diversos empleos y estudió con Mantarō Kubota y Kaoru Osanai. En 1935, recibió el primer Premio Naoki por sus cuentos Tsuruhachi Tsurujirō y Fūryū fukagawa uta y la novela corta Meiji ichidai onna. La novela Aizen katsura, una historia de amor melodramática entre una enfermera y un médico, fue serializada entre 1937 y 1938 y adaptada al cine, en una película muy popular titulada, Flor en la tormenta (1938), protagonizada por Kinuyo Tanaka y Ken Uehara.
Durante la Segunda guerra sino-japonesa, Kawaguchi se convirtió en miembro de la Pen butai («Brigada del bolígrafo»), un grupo de escritores patrocinado por el gobierno que tenían acceso a áreas de guerra restringidas y a cambio se esperaba que escribieran favorablemente sobre los esfuerzos bélicos de Japón en China. En 1940, se unió al grupo de teatro Shinpa, Shinsei, donde escribió y dirigió varias obras.
A partir de la década de 1930, adaptó varias obras de otros escritores para películas del director Kenji Mizoguchi, como La historia del último crisantemo (1939). A cambio, Mizoguchi adaptó obras de Kawaguchi, como la novela Ayen kyo para la película, El valle del amor y la tristeza (1937). Después de la guerra, los dos colaboraron en las películas Los cuentos de la luna pálida (1953), Los amantes crucificados (1954) y La emperatriz Yang Kwei-fei (1955) y Mizoguchi volvió a adaptar una historia de Kawaguchi para su película de 1953, Una geisha.
Estuvo asociado durante mucho tiempo con la productora Daiei Film, donde se desempeñó como director general. En 1964, se mudó al barrio de Koishikawa Suido-cho en el distrito de Bunkyo, donde vivió durante unos 20 años hasta su muerte. En 1965, se convirtió en miembro de la Academia Japonesa de las Artes. Recibió el premio Yoshikawa Eiji por su novela Shigurejaya Oriku («Mistress Oriku: historias de una casa de té en Tokio») que trata sobre el dueño de una famosa casa de té de Tokio. El libro fue finalmente traducido al inglés por Royall Tyler.
En 1973 recibió la Orden de la Cultura del gobierno japonés. El 18 de enero de 1982, su segunda esposa, la actriz Aiko Mimasu, falleció de cáncer de páncreas a la edad de 71 años. Por esa época, se sintió mal y fue hospitalizado en repetidas ocasiones, hasta que el 9 de junio de 1985, tres años después de la muerte de Mimasu, murió de neumonía en Tokio a la edad de 85 años.

## Obras (parcial)

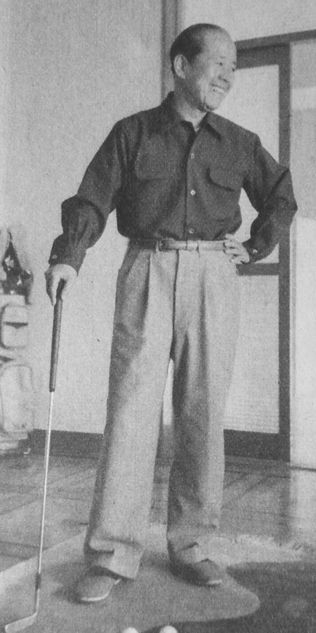
Matsutarō Kawaguchi en 1953

### Novelas y cuentos
- 1934: Tsuruhachi Tsurujirō
- 1935: Fūryū fukagawa uta
- 1935: Meiji ichidai onna
- 1937-1938: Aizen katsura
- 1965: Nyonin musashi
- 1969: Mistress Oriku: Stories from a Tokyo Teahouse

### Guiones
- 1939: La historia del último crisantemo
- 1953: Los cuentos de la luna pálida
- 1954: Los amantes crucificados
- 1955: La emperatriz Yang Kwei-fei

### Adaptaciones al cine de sus novelas
- 1937: El valle del amor y la tristeza
- 1938: Tsuruhachi y Tsurujiro
- 1938: Aizen katsura
- 1953: Los músicos de Gion
- 1957: Night Butterfly
- 1957: Besos